# Marguerite de Foix-Candale (1473-1536)
 Marguerite de Foix-Candale (Foix en 1473 – Castres, le 9 août 1536)  épouse du marquis  Louis II de Saluces, elle fut marquise consort de Saluces et régente.

## Biographie

### Origine et mariage
Marguerite est la quatrième des enfants de Jean de Foix-Candale, comte de Benauges, vicomte de Castillon et de Meilles, captal de Buch, qui s'était mis au service des Anglais en Guyenne, avait été fait comte de Kendal, francisé en « Candale », chevalier de l'Ordre de la Jarretière, et avait épousé Marguerite Kerdeston, nièce de William de la Pole, duc de Suffolk. Capturé lors de la bataille de Castillon à sa libération, il renonce à s'établir en Angleterre où sévit la guerre des Deux Roses et revient en faveur en 1461 auprès du roi Louis XI de France qu'il sert ensuite fidèlement. Les trois premiers enfants du couple sont :
- Gaston II de Foix-Candale,
- Jean de Foix Candale (mort en  1521),
- Catherine qui épouse Charles Ier d'Armagnac.

Marguerite, âgée de 19 ans, pouvait aspirer à une union prestigieuse, lorsqu'en octobre de 1492 se présente pour lui demander sa main Gioffredo Caroli, envoyé du marquis Ludovic II de Saluces, âgé de 52 ans et veuf de Jeanne de Montferrat, morte en 1490, avec qui il avait eu une fille unique, Marguerite. Malgré les plus de trente ans de différence d'âge qui les séparent elle accepte et le contrat de mariage est signé en décembre 1492.

### Marquise consort
Marguerite rejoint Ludovic II dans le Piémont et établit sa résidence dans le château dit  « La Castiglia » que son époux avait fait agrandir et réaménager. Le 20 mars 1495 elle donne naissance à son premier fils Michel-Antoine, qui est fait comte de Carmagnole et qui sera son préféré, bien que suivi jusqu'en 1501 par quatre frères dont trois se succéderont comme marquis de Saluces. La jeune marquise, désormais assurée de sa position, commence à manifester son tempérament volontaire et autoritaire et étend son influence dans les affaires du marquisat. Son époux reconnaissant ses compétences la nomme régente pendant ses absences ou en cas de décès. Au cours de l'été 1502, elle reçoit à Carmagnole sa nièce Anne de Foix, la fille de son frère aîné Gaston, en route pour le royaume de Hongrie où elle va épouser le roi Vladislas IV de Bohême et de Hongrie, et qu'elle accompagne jusqu'à Venise.

### Mère et régente
Le 27 janvier 1504 se produit un événement déterminant dans la vie de Marguerite : son mari Ludovic II meurt à Gênes d'une violente fièvre à l'âge de 65 ans. La jeune veuve de 30 ans déclare publiquement qu'elle ne se remariera pas et charge l'artiste Antoine Morel et le sculpteur Benedetto Briosco d'édifier  dans l'église San-Giovanni de Saluces l'artistique monument gothique et la chapelle funéraire de son époux .
Marguerite assume donc la régence pour le compte de son fils de neuf ans Michel-Antoine ; elle devient l'indiscutable arbitre des affaires publiques du marquisat de Saluces, position prédominante qu'elle conservera jusqu'à sa mort dans les périodes de paix ou de conflits. Elle confirme immédiatement dans son rôle de conseiller et de bras droit Francesco Cavassa (1528), qui devenu très puissant ministre, embellit son palais de Cavassa, en demandant au peintre flamand Hans Clemer d'y exécuter le retable de Notre-Dame de la Miséricorde, qui représente la famille du marquis. L'artiste produira également à la demande de Marguerite les fresques de chapelle de Revello dans le palais de Revello, sa résidence d'été préférée.

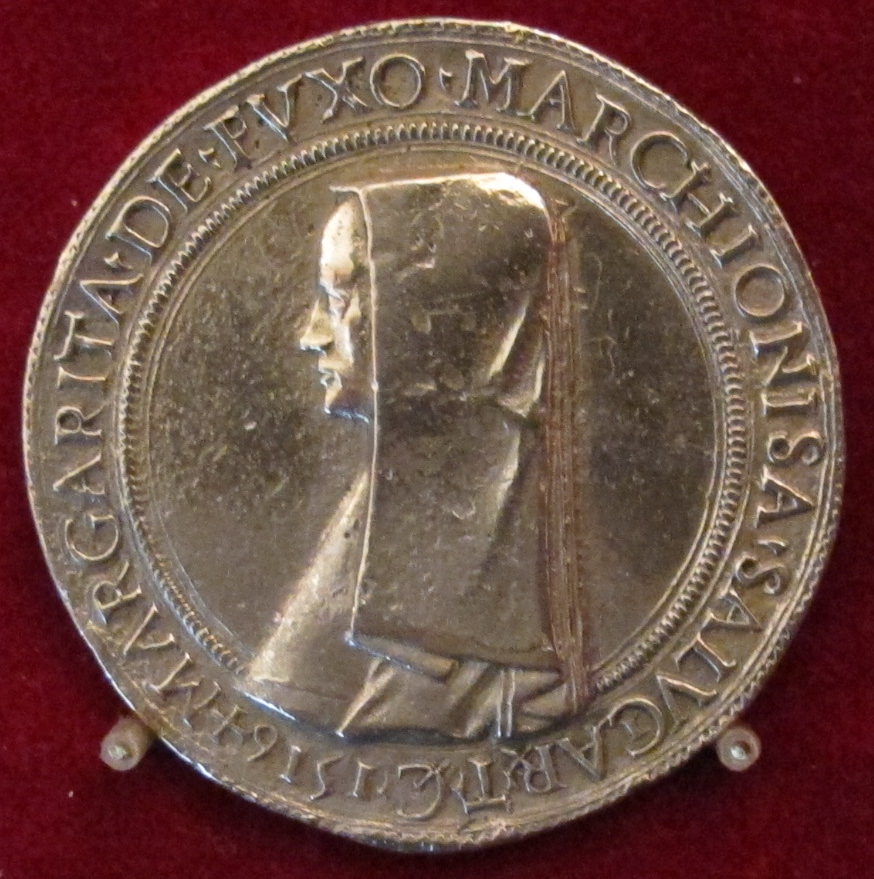
Médaille avec l'effigie de Marguerite

Pendant ce temps, le petit marquisat de Saluces devait faire face aux revendications territoriales de la maison de Savoie et du royaume de France. Marguerite, bien sûr, penche vers le roi de France, son parent, et offre en personne son alliance politique et militaire à François Ier, à Milan en 1515. La marquise se maintient au pouvoir malgré l'âge atteint par son fils aîné, lequel se montre peu concerné par les affaires du gouvernement. En 1516, elle fait même frapper une pièce de monnaie où elle est représentée seule avec la légende «Margherita De Fuxo, marquise de Saluzzo, et Tutrix curatrice »  alors que jusqu'alors son profil avait toujours accompagné celui de son mari.
En 1522, l'armée impériale de Charles Quint sous le commandement de Prospero Colonna exige de la régente 30 000 ducats et un serment d'allégeance. Marguerite refuse, mais sous la pression des événements, elle se réfugie en France avec son fils. Ils reviennent en 1526, mais deux ans plus tard, Michel-Antoine meurt à Aversa, son frère cadet et successeur Jean-Ludovic entre en conflit avec sa mère, laquelle n'hésite pas à l'emprisonner et à l'exclure du trône en juin 1529 parce qu'il favorisait les intérêts espagnols. Le défunt Michel-Antoine est inhumé dans la basilique Santa Maria in Aracoeli à Rome alors que Marguerite voulait qu'il soit enterré à San Bernardino de Saluces, où elle avait prévu d'élever son propre tombeau à côté du sien. Les dernières années de la marquise sont consacrées à faire face au mécontentement de ses sujets et à combattre également son troisième fils, François de Saluces, qui abandonne le parti français. Elle doit se retirer à Castres, où elle meurt et est inhumée dans la cathédrale Saint-Benoît.